# Le foto di Gioia
Le foto di Gioia è un film del 1987, diretto da Lamberto Bava.

## Trama
Gioia, in passato nota fotomodella, eredita dal marito una rivista per adulti. Un ammiratore depravato, ossessionato dalla sensualità della ex indossatrice, uccide brutalmente alcune ragazze che lavorano per la neo-proprietaria del magazine tra cui Sabrina. La donna, in evidente stato di pericolo, incomincia ad indagare per scoprire chi sia il responsabile di tali atti perversi.

## Produzione
Girato a Roma, negli studi De Paolis, il film è stato finanziato e gestito dalla casa di produzione di Luciano Martino, autore anche del soggetto. 
Nel cast compare anche Sabrina Salerno, all'epoca all'apice del successo come cantante, qui al suo debutto come attrice.

## Distribuzione
La pellicola è stata distribuita nelle sale cinematografiche italiane a partire dal 3 aprile del 1987, ma non ebbe il successo di pubblico sperato, con incassi al di sotto delle aspettative. 
In seguito, il film venne comunque proposto anche per il mercato estero, col titolo internazionale Delirium.
Il lungometraggio è stato edito in home video ed è presente nelle piattaforme streaming principali.

## Colonna sonora
Serena Grandi, oltre a ricoprire il ruolo della protagonista, è anche interprete del tema principale, scritto e musicato da Simon Boswell, storico collaboratore del regista romano. La colonna sonora è stata pubblicata dalla Ricordi.

## Accoglienza

### Critica
Il film ha ricevuto critiche generalmente negative. Morando Morandini, nel suo dizionario omonimo, giudica positivamente la regia di Bava ma sottolinea come la trama abusi di «espedienti sensazionali e (...) battute banali».